# Joy Harjo
Joy Harjo (9 de mayo de 1951, Tulsa) es una poeta, música, dramaturga y autora estadounidense. Es la XXIII Poeta Laureada de los Estados Unidos, y la primera nativa americana en tener ese honor. También es la segunda Poeta Laureada Consultora en Poesía en cumplir tres mandatos. Harjo es miembro de la Nación Muscogee (Este Mvskokvlke) y pertenece a Oce Vpofv (Hickory Ground ). 
Es una figura importante en la segunda ola del renacimiento literario de los nativos americanos de finales del siglo XX. Estudió en el Instituto de Artes Indígenas Estadounidenses, completó su licenciatura en la Universidad de Nuevo México en 1976 y obtuvo una maestría en Bellas Artes en la Universidad de Iowa en su programa de escritura creativa.
Además de escribir libros y otras publicaciones, Harjo ha enseñado en numerosas universidades de los Estados Unidos, ha actuado internacionalmente en lecturas de poesía y eventos musicales y ha lanzado siete álbumes de su música original. Harjo es autora de nueve libros de poesía y de dos libros infantiles galardonados, The Good Luck Cat y For a Girl Becoming . Sus libros incluyen Poet Warrior (2021), An American Sunrise (2019), Conflict Resolution for Holy Beings (2015), Crazy Brave (2012) y How We Became Human: New and Selected Poems 1975–2002 (2004). Recibió el premio de poesía Ruth Lilly 2017, el premio Wallace Stevens de la Academia de Poetas Estadounidenses, dos becas del National Endowment for the Arts, una beca Guggenheim y una beca para artistas de Tulsa, entre otros honores. En 2019, fue elegida canciller de la Academia de Poetas Estadounidenses. Harjo fundó For Girls Becoming, un programa de tutoría de arte para mujeres jóvenes de Mvskoke y es miembro fundador de la junta y presidente de Native Arts & Cultures Foundation.
Su proyecto característico hasta la fecha como Poeta Laureada de EE. UU. se llama "Naciones vivas, palabras vivas: un mapa de la poesía de los primeros pueblos", que se centra en "trazar mapas de EE. UU. con poetas y poemas de naciones nativas".

## Biografía

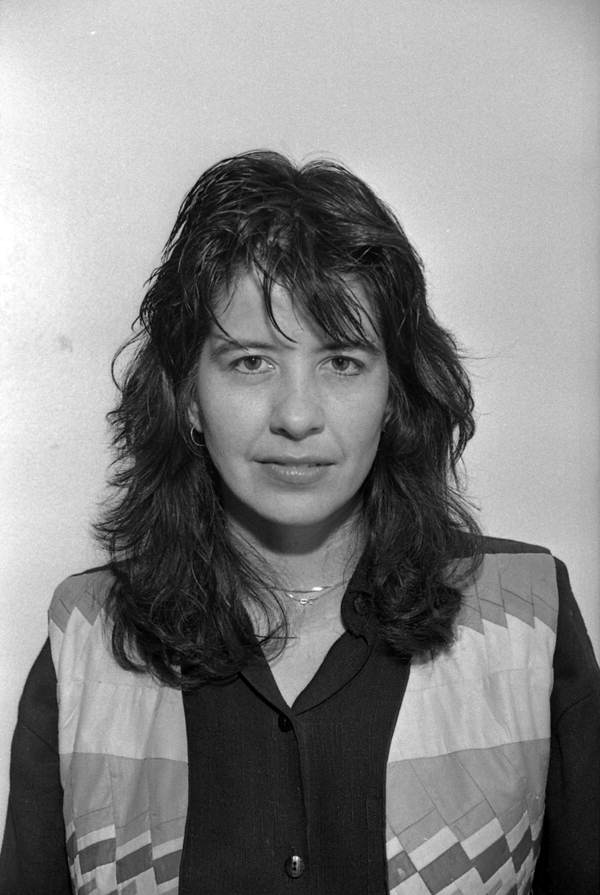
Harjo en 1986.

Harjo nació el 9 de mayo de 1951 en Tulsa, Oklahoma. Su padre, Allen W. Foster, era Muscogee, y su madre, Wynema Baker Foster, era cherokee y europea-estadounidense de Arkansas. Como miembro de la Nación Muscogee (Creek), Harjo adoptó el apellido de su abuela paterna.
A la edad de 16 años, Harjo asistió al Instituto de Artes Indígenas Americanas, que en ese momento era un internado de la BIA, en Santa Fe, Nuevo México, para cursar la escuela secundaria. A Harjo le encantaba pintar y descubrió que le brindaba una forma de expresarse. Harjo se inspiró en su tía abuela, Lois Harjo Ball, que era pintora.
Harjo se matriculó como estudiante de pre-medicina en la Universidad de Nuevo México. Cambió su especialización a arte después de su primer año. Durante su último año, cambió a la escritura creativa, ya que se inspiró en diferentes escritores nativos americanos. Se graduó en 1976. Harjo obtuvo su maestría en bellas artes en escritura creativa de la Universidad de Iowa en 1978. También tomó clases de cine en el Anthropology Film Center en Santa Fe, Nuevo México.

## Trayectoria profesional
Harjo enseñó en el Instituto de Artes Indígenas Estadounidenses de 1978 a 1979 y de 1983 a 1984. También impartió clases en la Universidad Estatal de Arizona, en la Universidad de Colorado, la Universidad de Arizona y la Universidad de Nuevo México. 
Harjo ha tocado el saxofón alto con la banda Poetic Justice, editado revistas literarias y escrito guiones. En 1995, Harjo recibió el premio Lifetime Achievement Award del Native Writers' Circle of the Americas.
En 2002, Harjo recibió el premio PEN/Beyond Margins por A Map to the Next World: Poetry and Tales.  En 2008, participó como creadora y directiva de la Fundación de Artes y Culturas Nativas, donde es miembro de su Consejo Asesor Nacional. Harjo se unió a la facultad del Programa de Estudios Indios Americanos en la Universidad de Illinois en Urbana-Champaign en 2013.
En 2016, Harjo fue designada para ocupar la Cátedra de Excelencia en el Departamento de Inglés de la Universidad de Tennessee, Knoxville. En 2019, Harjo fue nombrada Poeta Laureado de los Estados Unidos. Era la primera nativa americana en poseer esta distinción. También es la segunda Poeta Laureada Consultora de Poesía de los Estados Unidos en cumplir tres mandatos.

### Literatura
Harjo ha escrito numerosas obras en los géneros de poesía, libros y obras de teatro. Las obras de Harjo a menudo incluyen temas como la definición de uno mismo, las artes y la justicia social.
Harjo utiliza la historia oral de los nativos americanos como un mecanismo para retratar estos problemas y cree que "el texto escrito es una oralidad fija". Su uso de la tradición oral prevalece a través de varias lecturas literarias y actuaciones musicales dirigidas por Harjo. Sus métodos para continuar con la tradición oral incluyen la narración de cuentos, el canto y la inflexión de la voz para cautivar la atención de su público. Mientras lee poesía, afirma que "[ella] no comienza ni siquiera con una imagen sino con un sonido", lo que es indicativo de sus tradiciones orales expresadas en la interpretación.
Harjo publicó su primer volumen en 1975, titulado The Last Song, que constaba de nueve de sus poemas. Desde entonces, Harjo ha escrito nueve libros de poesía, incluido el más reciente, el muy aclamado An American Sunrise ( 2019), que fue ganador del premio Oklahoma Book Award 2020; Resolución de conflictos para seres sagrados (2015), que fue preseleccionado para el Premio Griffin y nombrado Libro notable del año por la Asociación Estadounidense de Bibliotecas; y In Mad Love and War (1990), que recibió un American Book Award y el Delmore Schwartz Memorial Award. Su primer libro de memorias, Crazy Brave, recibió el premio literario PEN USA en Creative Non Fiction y el American Book Award, y su segundo, Poet Warrior, fue publicado por WW Norton en el otoño de 2021.
Ha publicado dos libros infantiles premiados, The Good Luck Cat y For a Girl Becoming; una colaboración con el fotógrafo/astrónomo Stephen Strom; una antología de la escritura de mujeres nativas de América del Norte; varios guiones y colecciones de entrevistas en prosa; y tres obras de teatro, incluidas Wings of Night Sky, Wings of Morning Light, A Play.
Los premios de poesía de Harjo incluyen el Premio Ruth Lily a la Trayectoria de la Poetry Foundation, el Premio Wallace Stevens de la Academia de Poetas Estadounidenses, el Premio del Gobernador de Nuevo México a la Excelencia en las Artes, un Premio Literario de PEN USA, Lila Wallace-Reader's Digest Fund Writers ', el Premio de Poesía Poets & Writers Jackson, una beca Rasmuson US Artist Fellowship, dos becas NEA y una beca Guggenheim. Su poesía está incluida en una placa en LUCY, una nave espacial de la NASA lanzada en el otoño de 2021 y el primer reconocimiento de los troyanos de Júpiter.

### Poesía

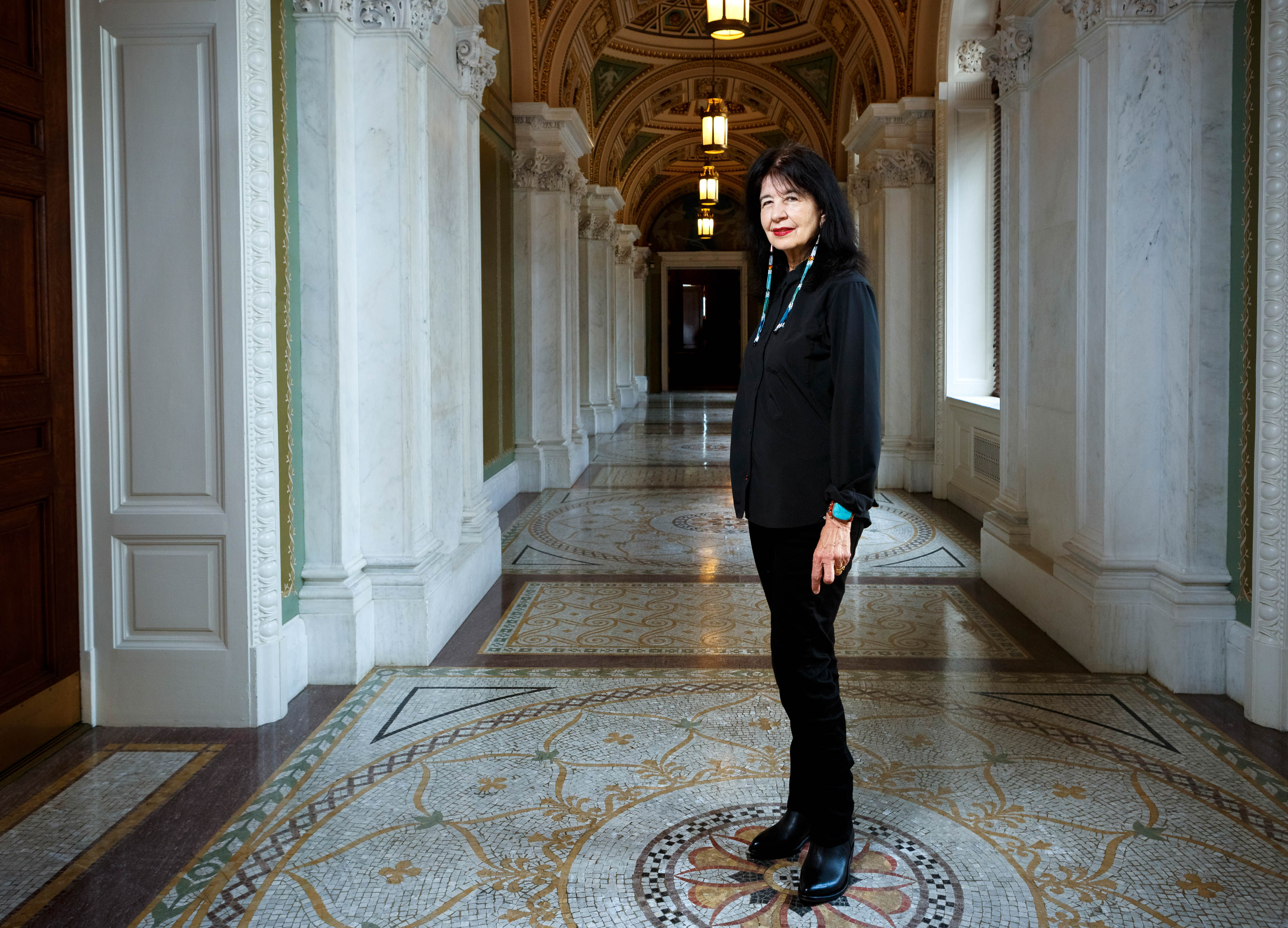
Harjo, fotografiada por la Biblioteca del Congreso en 2019, tras su nominación como Poeta Laureada

En las primeras etapas de la adolescencia de Joy Harjo fueron difíciles por el alcoholismo de su padre y un padrastro abusivo. A partir de ahí comenzó su viaje por las artes. Comenzó a pintar como una forma de expresarse. Después de que su padrastro la echara a la temprana edad de 16 años, asistió a la escuela en el Instituto de Artes Nativas Americanas en Nuevo México, donde trabajó para cambiar la forma en que se presentaba el arte nativo americano. A partir de ahí, se especializó en escritura creativa en la universidad y se centró en su pasión por la poesía después de escuchar a los poetas nativos americanos. Comenzó a escribir poesía a los veintidós años y publicó su primer libro de poemas llamado The Last Song, que inició su carrera como escritora.

### Música
Como músico, Harjo ha lanzado siete CD. Estos presentan tanto su música original como la de otros artistas nativos americanos.
Desde su primer álbum, un clásico de la palabra hablada Letter From the End of the Twentieth Century (2003) y su álbum en solitario de 1998 Native Joy for Real, Harjo ha recibido numerosos premios y reconocimientos por su música, incluido un Native American Music Award (NAMMY). a Mejor Artista Femenina del año por su álbum de 2008, Winding Through the Milky Way. I Pray for My Enemies es el séptimo y más nuevo álbum de Joy Harjo, lanzado en 2021.

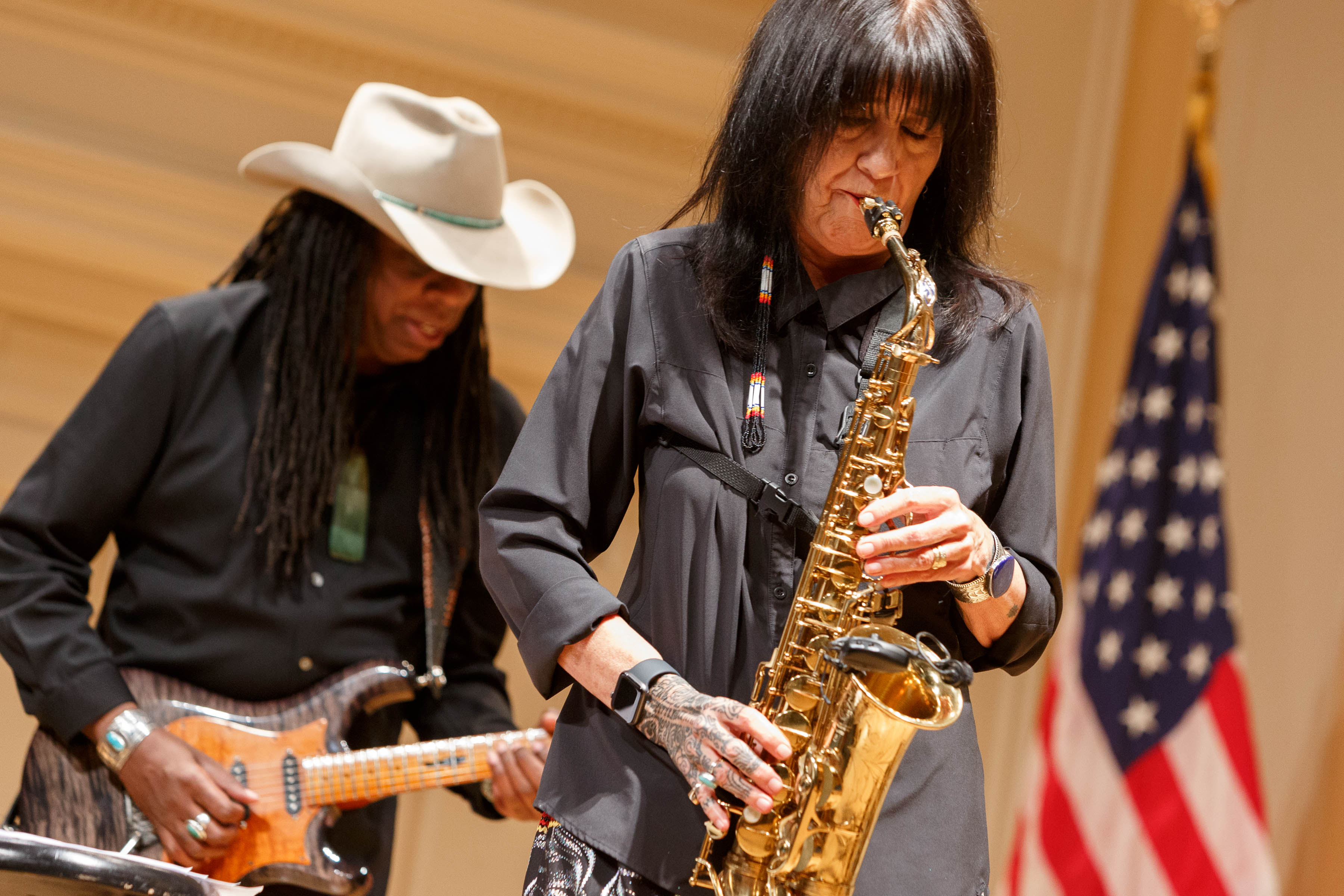
Harjo toca el saxofón en la Biblioteca del Congreso en 2019

Harjo toca con su saxofón y flautas, solo y con músicos unidos a los que a menudo llama Arrow Dynamics Band. Se ha presentado en Europa, América del Sur, India y África, así como en una variedad de escenarios de América del Norte, incluido el Festival de Música Folclórica de Vancouver, la Olimpiada Cultural en los Juegos Olímpicos de Verano de 1996 en Atlanta, los Juegos Olímpicos de 2010 en Vancouver, DEF Poetry Jam y la Biblioteca del Congreso de EE. UU. en Washington D. C..
Comenzó a tocar el saxofón a los 40 años. Harjo cree que al leer sus poemas, puede agregar música tocando el saxo y llegar al corazón del oyente de una manera diferente. Al leer sus poemas, habla con un tono musical en su voz, creando una canción en cada poema.

### Activismo
Además de su escritura creativa, Harjo ha escrito y hablado sobre asuntos políticos de los Estados Unidos y de los nativos americanos . También es miembro activo de Muscogee Nation y escribe poesía como "una voz de los pueblos indígenas".
La poesía de Harjo explora el imperialismo y la colonización, y sus efectos sobre la violencia contra la mujer. La académica Mishuana Goeman escribe: "La rica intertextualidad de los poemas de Harjo y sus intensas conexiones con otros y la conciencia de los problemas nativos, como la soberanía, la formación racial y las condiciones sociales, brindan la base para desentrañar y vincular la función de las estructuras coloniales de colonos dentro de los nuevos territorios como espacios globales ordenados".
En sus poemas, Harjo a menudo explora su trasfondo y espiritualidad Muskogee/Creek en oposición a la cultura popular dominante. En una tesis de la Universidad de Iowa, Eloisa Valenzuela-Mendoza escribe sobre Harjo: "La preservación de los nativos americanos frente a la colonización es el trasfondo de la poética de Harjo a través de la poesía, la música y la interpretación". El trabajo de Harjo aborda los derechos a la tierra de los nativos americanos y la gravedad de la desaparición de "su gente", al tiempo que rechaza las narrativas anteriores que borraron sus historias.
Gran parte del trabajo de Harjo refleja los valores, mitos y creencias creek. Harjo llega a los lectores y al público para que vean los errores del pasado, no solo para las comunidades nativas americanas sino también para las comunidades oprimidas en general. Su activismo por los derechos de los nativos americanos y el feminismo se derivan de su creencia en la unidad y la falta de separación entre humanos, animales, plantas, cielo y tierra. Harjo cree que nos volvemos más humanos cuando entendemos la conexión entre todos los seres vivos. Ella cree que el colonialismo llevó a que las mujeres nativas americanas fueran oprimidas dentro de sus propias comunidades, y trabaja para fomentar una mayor igualdad política entre los sexos.
De la poesía estadounidense contemporánea, Harjo dijo: "Veo y escucho la presencia de generaciones que hacen poesía a través de las muchas culturas que expresan América. Van desde la oralidad ceremonial que puede darse desde la palabra hablada hasta las formas fijas europeas; a las muchas tradiciones clásicas que ocurren en todas las culturas, incluyendo formas abstractas teóricas que encuentran resonancia en la página o en la imagen. La poesía siempre refleja directa o inadvertidamente el estado del estado, ya sea directamente o de lado. Los sonetos estadounidenses del poeta Terrance Hayes se destacan como poemas de amor postelectorales. Los poemas de Layli Long Soldier surgen de los campos de Lakota donde los siglos se acumulan y sangran creando nuevas canciones. Lo sagrado y lo profano se enredan y se enhebran en las tierras custodiadas por las cuatro montañas sagradas en la poesía de Sherwin Bitsui. Estados Unidos siempre ha sido multicultural, antes de que el término se volviera omnipresente, antes de la colonización, y lo será después".

## Vida personal
En 1969, en el Instituto de Artes Indígenas Estadounidenses, Harjo conoció a su compañero de estudios Phil Wilmon, con quien tuvo un hijo, Phil Dayn (nacido en 1969). Su relación terminó en 1971. En 1972 conoció al poeta Simón Ortiz de la tribu Acoma Pueblo, con quien tuvo una hija, Rainy Dawn (nacida en 1973). Crio a sus dos hijos como madre soltera.
Harjo está casada con Owen Chopoksa Sapulpa y es madrastra de sus hijos.

## Obras

#### Poesía
- The Last Song, Puerto Del Sol, 1975..
- What Moon Drove Me to This?, I. Reed Books, 1979, ISBN 978-0-918408-16-7..
- Remember, Strawberry Press, 1981..
- She Had Some Horses, Thunder's Mouth Press, 1983, ISBN 978-1-56025-119-4.; W. W. Norton & Company, 2008, ISBN 978-0-393-33421-0.
- Secrets from the Center of the World, University of Arizona Press, 1989, ISBN 978-0-8165-1113-6..
- In Mad Love and War.[45]
- Fishing, Ox Head Press, 1992..
- The Woman Who Fell From the Sky, W. W. Norton & Company, 1994, ISBN 978-0-393-03715-9..
- A Map to the Next World, W. W. Norton & Company, 2000, ISBN 978-0-393-04790-5..
- How We Became Human New and Selected Poems: 1975–2001, W. W. Norton & Company, 2004, ISBN 978-0-393-32534-8..
- Conflict Resolution for Holy Beings: Poems, W. W. Norton & Company, 2015, ISBN 978-0-393-24850-0.. (shortlisted for the 2016 Griffin Poetry Prize)
- An American Sunrise: Poems, W. W. Norton & Company, 2019, ISBN 978-1-324-00386-1..
- Perhaps the World Ends Here, Kalliope, 1999.[46]

#### Como editora
- Reinventing the Enemy's Language: Contemporary Native Women's Writings of North America, W.W. Norton & Company, 1998, ISBN 978-0-393-31828-9..
- When the Light of the World Was Subdued Our Songs Came Through: A Norton Anthology of Native Nations Poetry, W.W. Norton, 2020, ISBN 978-0393356809.
- Living Nations, Living Words: An Anthology of First Peoples Poetry, W.W. Norton, 2021, ISBN 978-0393867916.

#### En antología
- Ghost Fishing: An Eco-Justice Poetry Anthology, University of Georgia Press, 2018, ISBN 978-0820353159..

Obras de teatro
- Wings of Night Sky, Wings of Morning Light: A Play by Joy Harjo and a Circle of Responses, Wesleyan University Press, 2019, ISBN 978-0819578655.

#### No ficción
- Soul Talk, Song Language: Conversations with Joy Harjo, Wesleyan University Press, 2011, ISBN 978-0-8195-7151-9..
- The Spiral of Memory: Interviews, Poets on Poetry, University of Michigan Press, 8 de diciembre de 1995, ISBN 978-0472065813.
- Crazy Brave: A Memoir, W. W. Norton & Company, 2012, ISBN 978-0-393-07346-1..
- Poet Warrior, W.W. Norton, 2021, ISBN 978-0393248524.

#### Literatura infantil
- The Good Luck Cat, Houghton Mifflin Harcourt, 2000, ISBN 978-0-15-232197-0..
- For a Girl Becoming, University of Arizona Press, 2009, ISBN 978-0-8165-2797-7..

### Discografía

#### Álbumes en solitario
- Letter from the End of the Twentieth Century (2003)[47]
- Native Joy for Real (2004)[48]
- She Had Some Horses (2006)[49]
- Winding Through the Milky Way (2008)[50]
- Red Dreams, A Trail Beyond Tears (2010)[51]
- This America (2011)[52]
- I Pray For My Enemies (2021)[53]

#### Joy Harjo y la justicia poética
- Carta de finales del siglo XX (1997)